# David Musila
David Musila (* 24. Februar 1943) ist ein kenianischer Politiker.

## Biografie
Nach dem Besuch der Migwani Primary School von 1950 bis 1954 sowie der Kyome Intermediate (Mittelschule) war er zunächst von 1961 bis 1965 als Lehrer tätig. Danach studierte er Wirtschaftswissenschaften am Bishop College in den USA und schloss dieses Studium 1968 mit einem Bachelor of Arts (B.A.Econ.) ab.
Im Anschluss war er zunächst bis 1974 Bezirksbeamter und dann von 1975 bis 1978 Bezirkskommissar (District Commissioner). 1978 wurde er zunächst Stellvertretender Provinzkommissar, ehe er von 1979 bis 1985 Kommissar der Zentralprovinz war. 1985 erfolgte seine Ernennung zum Direktor des Kenianischen Tourismusamtes (Department of Tourismus). Diese Position behielt bis 1990.
1997 wurde er erstmals zum Mitglied des Parlaments gewählt, in dem er seither die Interessen des Wahlkreises Mwingi South vertritt. Musila war 2002 Mitgründer sowie Vorsitzender der Liberaldemokratischen Partei Kenias (LDP). Mittlerweile ist er jedoch Mitglied der Orange Democratic Movement-Kenya (ODM-K) des jetzigen Vizepräsidenten Kalonzo Musyoka.
Im April 2008 wurde er von Ministerpräsident Raila Odinga zum Stellvertretenden Verteidigungsminister (Assistant Minister for Defence) in dessen Kabinett berufen.  